# Batalla de l'Skafida
La batalla de l'Skafida (en búlgar: Битка при Скафида) es va lliurar el 1304 al riu Skafida, prop de Sozòpol, Bulgària, i va enfrontar l'Imperi Romà d'Orient i el Segon Imperi Búlgar. La batalla fou guanyada pel Segon Imperi Búlgar, gràcies a la qual pogué superar la crisi del segle anterior, aconseguir estabilitat interna i aconseguir el control de Tràcia, de manera que a partir d'aleshores l'Imperi Romà d'Orient deixà de ser una amenaça pels búlgars.

## Origen del conflicte
El primer objectiu de Todor Svetoslav I Terter de Bulgària després d'ésser coronat tsar del Segon Imperi Búlgar el 1300, fou el revenjar-se pels atacs que durant els anteriors 20 anys els mongols havien sostingut sobre Bulgària. Primerament, els traïdors foren castigats, inclòs el Patriarca Joaquim III, qui fou trobat culpable d'ajudar els enemics de la corona. Després, el tsar es girà vers l'Imperi Romà d'Orient regit per Andrònic II Paleòleg, que havia col·laborat amb els atacs mongols aconseguint conquerir diverses fortaleses a Tràcia. Així, a partir del 1303, el seu exèrcit marxà cap al sud i conquerí diverses ciutats romanes d'Orient frontereres. El següent any, el 1304, els romans d'Orient es prepararen per contraatacar, de manera que ambdós exèrcits es trobaren prop del riu Skafida.

## Batalla
Aparentment els romans d'Orient guanyaren tàcticament a l'inici, fent retrocedir els búlgars fins al riu i obligant-los a travessar-lo en retirada. Però les tropes romanes d'Orient, creient definitiva la victòria, avançaren sense ordre sobre el pont que travessava el riu, el qual havia estat sabotejat abans de la batalla pels búlgars. Amb el pes de les tropes romanes d'Orient, el pont col·lapsà, provocant el pànic entre els romans d'Orient, que amb els línies totalment trencades, hagueren de fer front al contraatac búlgar. Totalment desbordats, els romans d'Orient acabaren retirarant-se en desbandada i dels búlgars aconseguiren la victòria.

## Conseqüències
Durant la batalla els búlgars feren gran quantitat de presoners, en especial entre l'oficialitat, formada per l'aristocràcia romana d'Orient. Després de la batalla, l'exèrcit búlgar continuà amb la seva ofensiva sense que l'Imperi Romà d'Orient els pogué aturar malgrat que l'emperador romà d'Orient Andrònic II Paleòleg feu fondre l'or del seu tresor personal per poder reclutar més tropes. Finalment, el 1307, un tractat de pau se signà entre l'Imperi Romà d'Orient i el Segon Imperi Búlgar, que es va mantenir en vigor fins a la mort de Todor Svetoslav I Terter de Bulgària, el 1321.